# Syrning
Syrning är en biokemisk process som innebär att sockerarter bryts ned till organiska syror. Syrning av mjölk innebär att mjölksockret (laktos) omvandlas till mjölksyra med hjälp av mjölksyrabakterier.
Honung är ett livsmedel som är naturligt fermenterat genom att honungsbina (Apis mellifera) bl.a. tillsätter upp till 13 olika sorters mjölksyrabakterier (lactobaciller) till den nektar som de samlar in, därför finns det bl.a. mjölksyra i honung (konserverande)
Inom traditionellt centraleuropeiskt kök använder man syrning för att konservera (stursk) kål (surkål), gurka (surgurka) och rödbetor (i till exempel polsk syrad rödbetssoppa (barszcz kiszony)).
Se även jäsning.